# 塞龙斯
塞龙斯（法語：Cérons，法語發音：[seʁɔ̃s]）是法国吉伦特省的一个市镇，属于朗贡区。

## 地理
塞龙斯（44°37'53"N, 0°20'11"W）面积7.83 平方千米，位于法国新阿基坦大区吉倫特省，该省份为法国西南部沿海省份，是法國本土面积最大的省，北起滨海夏朗德省，西临大西洋，南至朗德省，东南接洛特-加龍省，东临多爾多涅省。
与塞龙斯接壤的市镇（或旧市镇、城区）包括：贝盖、巴尔萨克、加龙河畔卡迪亚克、伊拉茨、波当萨克。
塞龙斯的时区为UTC+01:00、UTC+02:00（夏令时）。

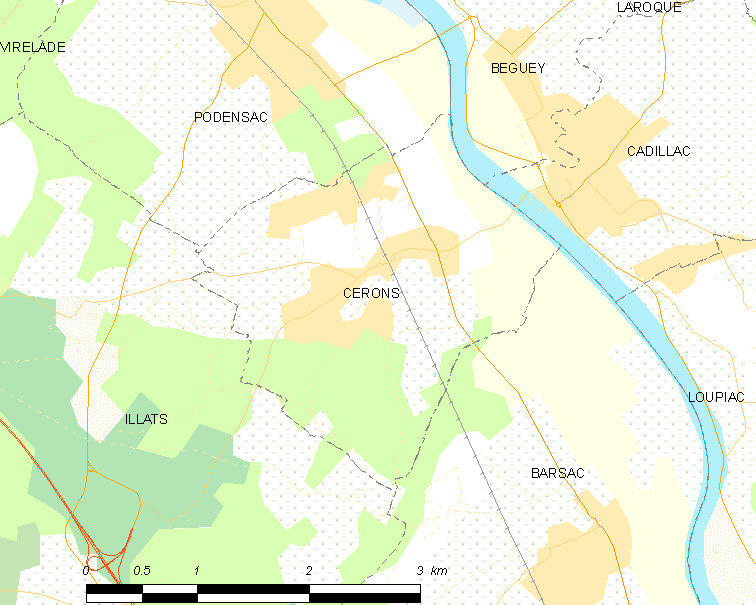
塞龙斯的OSM定位图

## 行政
塞龙斯的邮政编码为33720，INSEE市镇编码为33120。

## 政治
塞龙斯所属的省级选区为砂砾荒原县。

## 人口

1962-2008年间塞龙斯人口变化图示

塞龙斯于2022年1月1日时的人口数量为2131人。